# Ambrosio Molinero
Ambrosio Apolinar Molinero (de) Juan (La Toba, 23 de julio de 1764 - Tuy, 19 de noviembre de 1844) fue un organista, compositor y maestro de capilla español.

## Vida
Ambrosio Molinero nació el 23 de julio de 1764 en La Toba, provincia de Guadalajara y obispado de Sigüenza, siendo bautizado en la parroquia de San Juan Bautista.

En la villa de la Tova a veinte y nueve días del mes de julio año de mil setecientos y sesenta y cuatro, yo el cura proprio infra firmado bapticé solemnemente puse Oleo y Chrisma […] a un niño que nació el día veinte y tres de dicho mes a las tres de la tarde, hijo legítimo de Gregorio Molinero, natural de Palmaces y Manuela de Juan de Riofrío, y al presente estantes en la villa por sacristán, fue su padrino Don Antonio García natural de esta villa.
Acta de Bautismo, [ACT 13/A], Caja de Beneficiados Letras M - Ñ, Carpeta de Ambrosio Molinero, Requisitoria primera, Fol. 8r.

Su formación musical la realizó como infante del coro en la Catedral de Sigüenza, estudiando en el Colegio de los Infantes, donde lo llevó su padre a los ocho o nueve años. Permaneció en Sigüenza diecinueve o veinte años, durante los que se presentó a una serie oposiciones: en 1785 se presentó a las oposiciones a maestro de capilla de la Catedral de Santander, donde quedó tercero; en 1786 participó en las oposiciones al magisterio de la Colegiata de Alfaro, logrando el segundo puesto; finalmente, en 1788 se presentó a la organistía de la Colegiata de Santa María de Talavera de la Reina, donde logró 3 de los 7 votos.
El maestro de capilla de la Catedral de Tuy, Juan Antonio Basterra Lezcano fallecía el 22 de enero de 1790, por lo que el cabildo despachó los edictos de las oposiciones al magisterio el 10 de marzo de 1790. Especificaron que los candidatos debían estar tonsurados y «tener la edad suficiente para ordenarse Presbítero dentro de un año». Hubo que enviar nuevos edictos el 24 de julio por falta de candidatos. Se interesaron por el magisterio dos músicos, aparte del mismo Molinero. El primero, Gaspar Esmit, era organista de la Catedral de Tuy desde 1787, y el segundo, Antonio de la Puente, uno de los organistas de la Catedral de Astorga, que fue rechazado por no presentar título de primera tonsura. El 1 de octubre comenzaron las pruebas, que se alargaron dos días. El 4 de octubre se enviaron los ejercicios anonimizados a Melchor López, maestro de capilla de la Catedral de Santiago de Compostela, para su evaluación. El 27 de noviembre de 1790 se publicaba la decisión del maestro López, que daba a Molinero por ganador.

[...] demuestra su autor [Molinero] bastante fondo en la composición [...] Su modulación es natural y fluida [...] Su estilo es grave, según pide el lugar sagrado; y aunque en el buen gusto de cantar solo es mediano, en rigor, un salmo o cualquier otra obra latina más debe respirar gravedad que excite a elevar el espíritu, que afectación, que tan solo sirva para recrear el oído.
Melchor López

Ambrosio molinero tomó posesión del magisterio de la Catedral de Tuy el 25 de febrero de 1791, pasando a ser racionero tras haber sido aceptado su expediente de limpieza de sangre. Su magisterio en Tuy parece que transcurrió con tranquilidad. Ese mismo año conseguía el diaconado y dos años más tarde, en 1793, el presbiterado. La documentación lo da como un hombre tranquilo y discreto:

[...] de buena vida, fama y costumbres [...] modesto, bien inclinado, dando buen ejemplo a todo género de personas, frecuentando muy a menudo los santos sacramentos de confesión y comunión con verdadera piedad, sin que sepa ni oyese, padeciese ni padezca ninguna enfermedad que canónicamente le impida el poder ascender al sagrado orden de misa.
[ACT 13/A] Caja de Beneficiados Letras M-Ñ, Carpeta de Ambrosio Molinero, Requisitoria tercera, Fol.
2v

En 1806 pasó a ración simple, por lo que dejó el cargo de maestro de capilla para pasar a realizar solamente sus obligaciones sacerdotales.

Al Memorial del Maestro Capilla, exhibiendo Real Cédula de S.M. por la que le nombra para la ración vacante en esta Santa Iglesia por ascenso del Señor don Bernardo Sánchez Cidrán a Canónigo de la misma, como también el Título de su Colación, y Suplicando se le mande dar la Posesión de la citada Ración; se resolvió pasen esos documentos al Señor Substituto Doctoral, a fin de que informe lo que le parezca en el próximo Cabildo ordinario.
Actas capitulares de la Catedral de Tuy, Vol. XXIX, Fol. 75, 21.3.1806. [Doc. 513].

Aunque mantuvo la nueva ración hasta el final de sus días, continuó ligado a la vida musical de la Catedral, sustituyendo a los maestros cuando fue necesario, impartiendo clases de órgano y formando parte de los tribunales que calificaron a los tres maestros siguientes: Gaspar Esmit, Manuel de Rábago y José María Álvarez. Tras el fallecimiento de Esmit, Molinero ocupó el cargo de forma interina durante un año e incluso se le propuso ocupar el cargo de forma oficial de nuevo, pero parece que rechazó la propuesta. En 1829, tras el fallecimiento de Rábago, realizó un inventario de la música de la catedral y realizó las funciones del magisterio cuatro años.
Molinero falleció en Tuy, el 19 de noviembre de 1844.

D. Ambrosio Molinero Racionero de esta Santa Iglesia Catedral de Tuy.
En diez y nueve de noviembre de mil ochocientos cuarenta y cuatro, después de haber recibido todos los santos sacramentos, falleció en su casa en que habitaba, el día diez y siete del corriente Don Ambrosio Molinero Pro. y Racionero de esta Sta. Iglesia Catedral, y en el día de la fecha después de las oras del coro, se le dio sepultura en el Camposanto, en una de las embaldosadas Nº [no se señala número], con toda solemnidad, asistencia del Ilustrísimo Cabildo, el Cura Párroco y las dos capillas de música y capítulo, con la misma asistencia del sobre dicho Cura, el Ilustrísimo Cabildo, y ambas dichas capillas se le hicieron sus funerales de treinta días y cabo de año, todo con arreglo a lo que se acostumbra con sus compañeros: igualmente se le aplicaron todas las misas que dejó en su testamento, y codicilo, que pasó por ante el Excelentísimo. D. Ramón Paraños, y para que conste lo firmo como Cura. Tuy, fecha voz supra
D Manuel Ferreira González
Acta de defunción, Libro XII de Difuntos de O Sagrario da Catedral de Tui, fol. 222v

## Obra
En el archivo de la Catedral de Tuy se conservan 19 composiciones, destacando cuatro misas, dos nonas, dos vísperas, dos completas y un villancico.